# 가마니

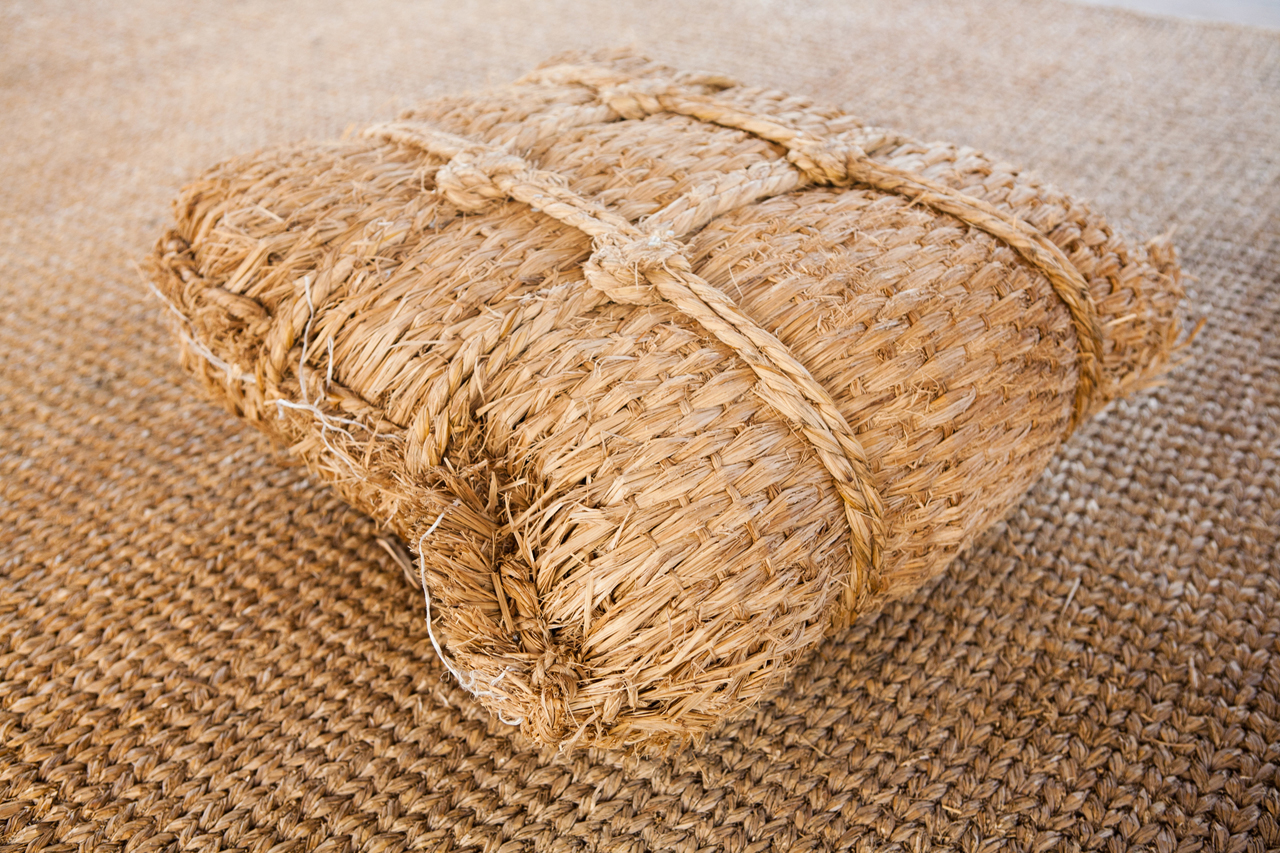
가마니

가마니는 곡식이나 소금 등을 담기 위해서 짚으로 쳐서 섬처럼 만든 용기이다. 곡물을 거래하는 단위로도 사용되었다.

## 유래
일본에서 에도시대에 만들어진 용기로 1900년대 초 한국으로 가마니틀이 들어오면서 일본말 가마스(일본어: かます)가 따라 왔다.
가마스→가마시(전설 모음 음운 동화)→가마니(“ㅅ”음운 탈락 - 경상방언)

## 특징

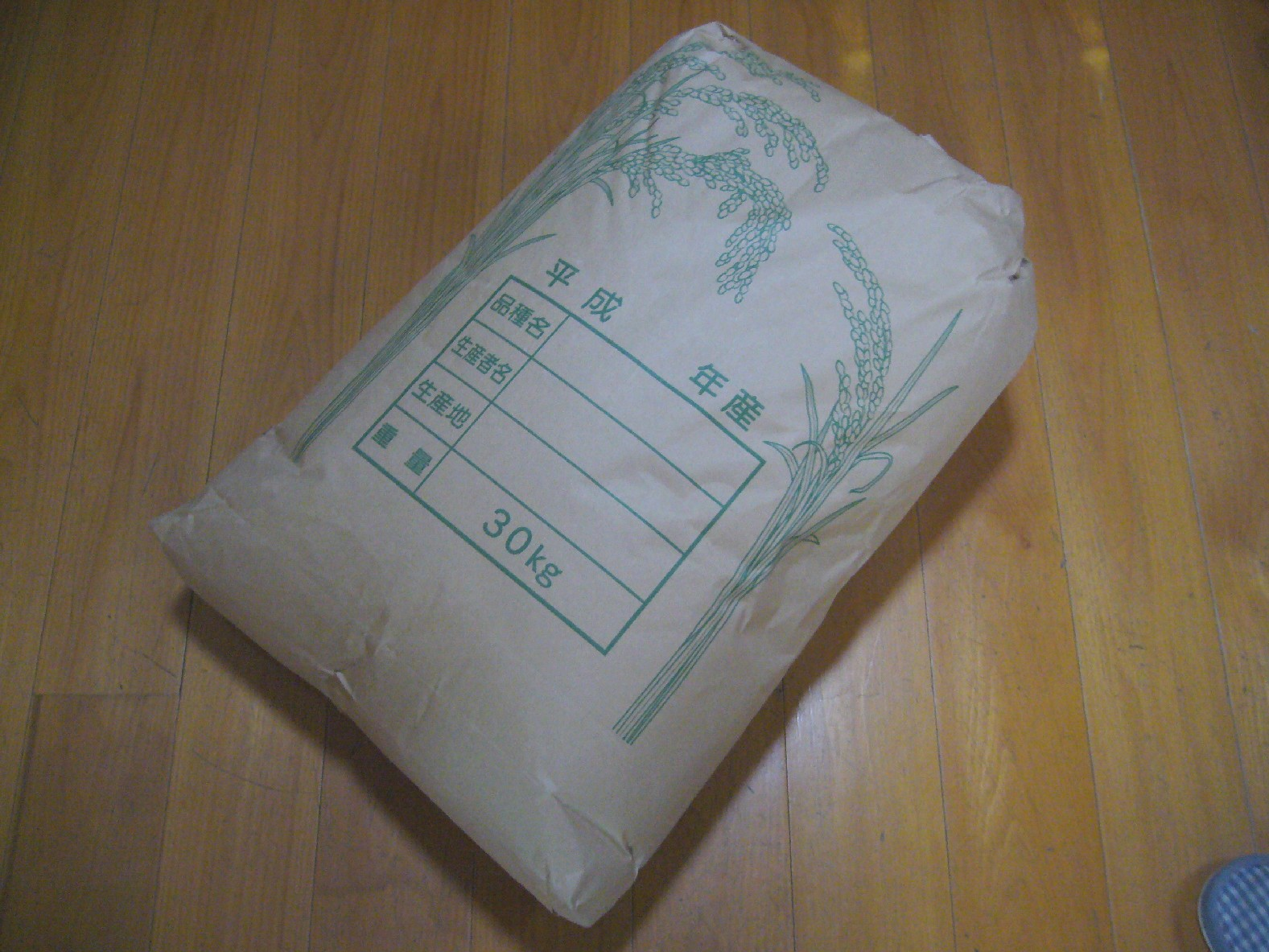
일본의 30 kg 들이 종이포대(지대).

볏짚 1~2탄으로 꼰 가는 새끼줄을 씨줄로 하고, 1낱을 날줄로 하여 베처럼 짜서 자루로 만든것이다. 볏짚의 길이가 가마니 폭으로 용적은 100리터로 쌀은 80 kg, 보리는 76.5kg을 담을 수 있었다.
이전에 쓰이던 섬의 180리터보다 작았으나 두께도 두꺼울 뿐 아니라 날 사이가 촘촘하여 낱알이 작거나 도정된 곡물도 흘리지 않고 담을 수 있어서 많이 쓰이게 되었다. 특히, 일제강점기가 시작되면서 동양척식주식회사에서 식민지인 한국에서 식량을 착취하여 일본으로 가져가기 위한 수단으로 쓰였다.
이후, 1960년대 들어서면서 마대와 지대가 보급되기 시작하여 폴리프로필렌으로 만든 PP마대가 40 kg 단위로 생산되어 추곡수매 등에 널리 쓰이게 되어 가마니는 많이 쓰이지 않게 되었다.

## 같이 보기
- 섬

## 참고 자료
- 이 문서에는 다음커뮤니케이션(현 카카오)에서 GFDL 또는 CC-SA 라이선스로 배포한 글로벌 세계대백과사전의 내용을 기초로 작성된 글이 포함되어 있습니다.